# Bidogno

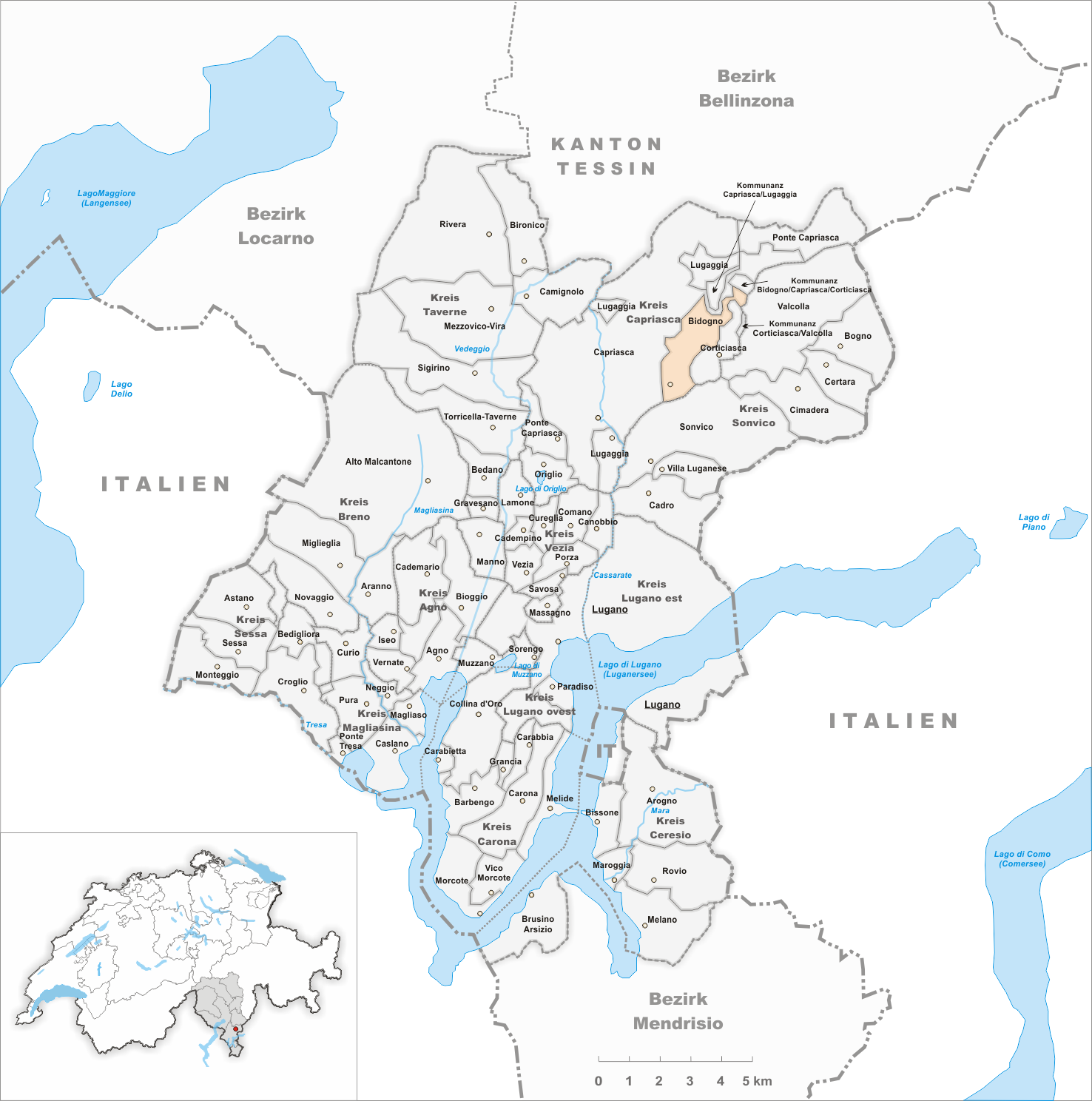
Gemeindestand vor der Fusion am 19. April 2008

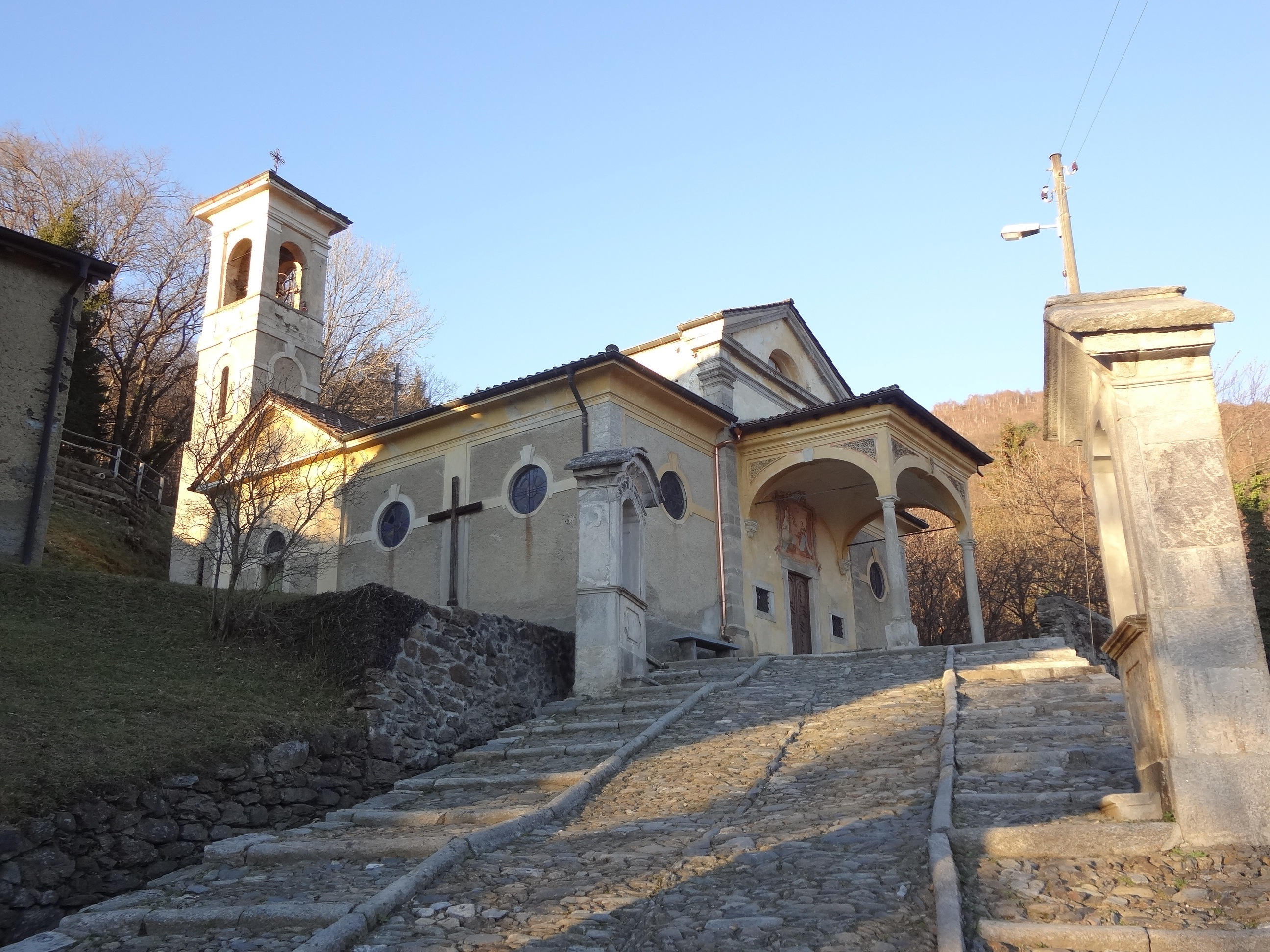
Kirche Maria delle Grazie und Kreuzweg

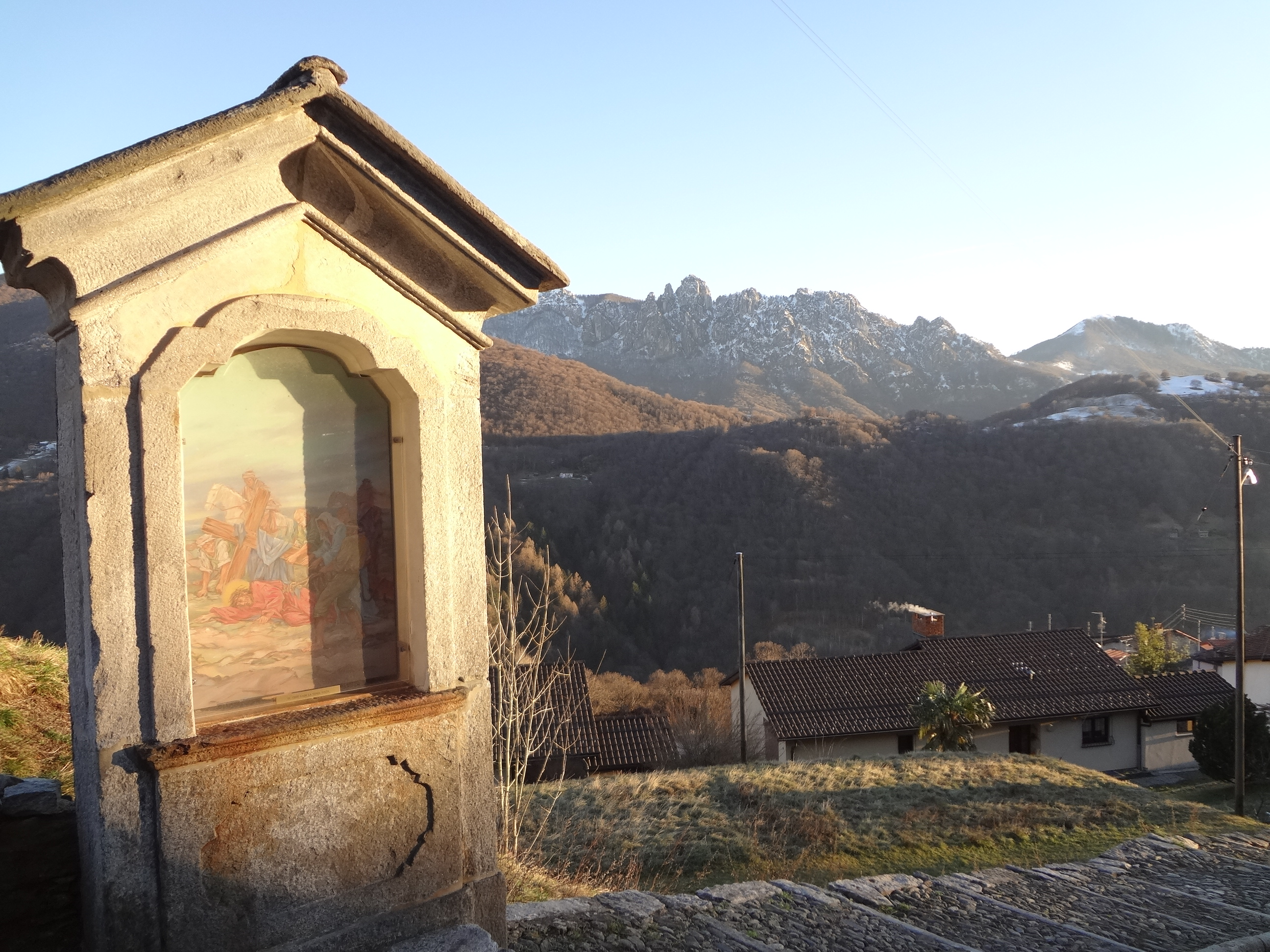
Bidogno, Kreuzweg mit Denti della Vecchia im Hintergrund

Bidogno ist eine ehemalige politische Gemeinde im Kreis Capriasca, Bezirk Lugano, des Kantons Tessin in der Schweiz.

## Geographie
Das Dorf liegt auf etwa 800 m ü. M. im Val Colla (Tal), 9 Kilometer nördlich von Lugano, am rechten Ufer des Cassarate, von Kastanienhainen umgeben.

## Geschichte
Das Dorf wird erstmals im 12. Jahrhundert urkundlich als Biadogno erwähnt und ist als Dauersiedlung wohl im Zusammenhang mit der im Val Colla von den Einwohnern der Capriasca betriebenen transhumanten Weidewirtschaft entstanden. Zur Pfarrei Bidogno, die sich 1615 von Tesserete löste, gehörten Somazzo, Treggia (Ortsteil von Lopagno) und Corticiasca (mit dem Ortsteil Carusio).
Am 20. April 2008 haben Bidogno, Corticiasca und Lugaggia mit der bisherigen Gemeinde Capriasca (Hauptort Tesserete) zur neuen Gemeinde Capriasca fusioniert. Bidogno ist aber nach wie vor eine eigenständige Bürgergemeinde.

## Bevölkerung
Einwohnerzahlen: Volkszählungsdaten
Infolge des Niedergangs der Landwirtschaft entvölkerte sich die Gemeinde im Lauf des 20. Jahrhunderts.

## Sehenswürdigkeiten
Das Dorfbild ist im Inventar der schützenswerten Ortsbilder der Schweiz (ISOS) als schützenswertes Ortsbild der Schweiz von nationaler Bedeutung eingestuft.
- Die Kirche San Barnaba wurde auf den Fundamenten einer älteren romanischen Kirche errichtet und im Jahr 1487 geweiht[8], sie enthält Stuckarbeiten in der Madonnakapelle und in der Antoniuskapelle sowie das Wandbild Heilige Stefano und Sebastiano im Persbiterium
- Gemälde mit Erzengel[8]
- Die Kirche Madonna Della Divina Maestà (oder Maria Delle Grazie) wurde zwischen 1644 und 1646 erbaut[8]
- Die begüterten Familien des Dorfes stifteten einen von 14 kleinen Kapellen gesäumten Kreuzweg, der zwischen 1756 und 1758 erbaut wurde[8]
- Bürgerhaus mit Granitportal[8]
- Zwei Schalensteine im Ortsteil Barco delle pecore (1100 m ü. M.)[9]

## Persönlichkeiten
- Biduino (erwähnt 1180 in Pisa, 1181 in Lucca), Bildhauer tätig in der Toskana, möglicherweise ursprünglich aus Bidogno. Seine Tätigkeit in der Kirche von San Cassiano a Settimo wird durch eine Inschrift aus dem Jahr 1180 bezeugt[10][11][12][13]
- Ermenegildo Bindella (* 4. Oktober 1900 in Bidogno; † 8. November 1973 ebenda), Lautefabrikant, Maler[14]
- Giuseppe Quattrini (* 24. November 1913 in Bidogno), Lautefabrikant[15]
- Ugo Canonica (* 2. Dezember 1918 in Willisau Land; † 21. Mai 2003 in Lugano), Schulinspektor, Dichter, Schriftsteller, Redaktor der Gazzetta Ticinese[16][17][18][19]
- Tarcisio Canonica (* 11. Dezember 1931 in Bidogno), Kunstmaler, Zeichner, schuf plastische Kunst[20]
- Mirto Canonica (* 12. August 1941 in Bidogno), Kunstmaler, Zeichner, Schüler von Carlo Cotti, schuf Collage und Zeichnung[21]